# Marta Domachowska
Marta Domachowska (født 16. januar 1986 i Warszawa, Polen) er en kvindelig professionel tennisspiller fra Polen.
Marta Domachowska højeste rangering på WTA single rangliste var som nummer 37, hvilket hun opnåede 3. april 2006. I double er den bedste placering nummer 62, hvilket blev opnået 30. januar 2006. 